# Helina cruciata
Helina cruciata är en tvåvingeart som beskrevs av John Otterbein Snyder 1941. Helina cruciata ingår i släktet Helina och familjen husflugor.
Artens utbredningsområde är Arizona. Inga underarter finns listade i Catalogue of Life.